# Prawo Franka-Starlinga
Prawo Franka-Starlinga (znane również jako Prawo Starlinga lub mechanizm Franka-Starlinga) opisuje zależność pomiędzy objętością końcoworozkurczową i objętością wyrzutową serca: im większa ilość krwi wpływa do serca w fazie rozkurczu, tym większa ilość krwi wypływa z serca w fazie skurczu. Innymi słowy, siła skurczu mięśnia jest wprost proporcjonalna do długości początkowej jego włókien. Długość włókien mięśniowych zależy od stopnia wypełnienia komór serca krwią, a ta z kolei od dopływu krwi do serca. W efekcie obserwuje się zwiększenie objętości wyrzutowej serca (SV). Dzięki temu możliwe jest zsynchronizowanie powrotu żylnego z objętością wyrzutową bez interwencji zewnętrznych czynników (układ nerwowy lub hormony).

## Fizjologia
Gdy komory serca napełniają się większą objętością krwi niż zwykle, powoduje to zwiększenie siły skurczu włókien mięśniowych. Siła skurczu jest proporcjonalna do początkowej długości sarkomeru, natomiast rozciągnięcie poszczególnych włókien zależy od objętości końcoworozkurczowej, w wyniku czego zwiększa się obciążenie każdego włókna mięśniowego rozciągniętego do ich optymalnej długości. Rozciąganie włókien mięśniowych powoduje zwiększenie powinowactwa troponiny C do wapnia, zatem powstaje więcej mostków w obrębie włókna. W rezultacie wzmocniona zostaje siła skurczu.
Dzięki właściwości mięśnia sercowego, która jest odpowiedzialna za mechanizm Franka-Starlinga, serce może automatycznie dostosować się do zwiększonego powrotu żylnego, przy każdej częstości akcji serca. Mechanizm ma znaczenie funkcjonalne, ponieważ służy do dostosowania objętości wyrzutowej lewej komory do objętości wyrzutowej prawej komory. Gdyby ten mechanizm nie istniał, objętość wyrzutowa prawego i lewego serca nie byłyby równe, krew gromadziłaby się w krążeniu płucnym (gdyby prawa komora wyrzucała więcej krwi niż lewa) lub w krążeniu ogólnoustrojowym (gdyby lewa komora wyrzucała więcej krwi niż prawa). Gdyby na przykład prawe serce pompowało tylko 1 ml krwi więcej na uderzenie, różnica już po minucie odpowiadałaby ok. 60 ml i prowadziłaby do obrzęku płuc w bardzo krótkim czasie.

### Znaczenie długości początkowej sarkomeru
W przypadku ludzkiego serca, maksymalna siła zostaje wygenerowana przez sarkomer o początkowej długości 2.2 μm (rzadko przekraczanej). Większe lub mniejsze długości niż wartość optymalna zmniejszają siłę skurczu. Dla większej długości jest to spowodowane mniejszym zachodzeniem na siebie filamentów aktynowych i miozynowych. Dla mniejszych zaś – zmniejszoną wrażliwością miofilamentów na wapń.

## Przykłady kliniczne

### Przesunięcie wzdłuż krzywej
- Wzrost objętości krwi powoduje przesunięcie wzdłuż krzywej w prawo, zwiększając tym samym pojemność wyrzutową.

Najbardziej wyraźnym przypadkiem jest przedwczesny skurcz komorowy (ang. premature ventricular contraction – PVC). Jest to spowodowane wczesnym opróżnianiem lewej komory (LK, ang. LV) do aorty. Ponieważ następny skurcz komorowy nastąpi w regularnym odcinku czasu, czas napełniania lewej komory wzrasta, powodując zwiększoną objętość wyrzutową LK. Zgodnie z prawej Franka-Starlinga, następny skurcz komorowy będzie silniejszy, powodując wypływ większej ilości krwi niż zazwyczaj, sprowadzając objętość wyrzutową lewej komory do normalnej wartości.
Np. podczas skurczów naczyń krwionośnych objętość końcoworozkurczowa (OKR) wzrośnie z powodu zwiększonego całkowitego oporu obwodowego (zwiększony COB zmniejsza objętość wyrzutową, co oznacza, że więcej krwi zostanie w komorze podczas skurczu – wzrośnie końcowa objętość rozkurczowa (KOR). KOR + normalny powrót żylny z większą objętość rozkurczową). Zwiększona OKR powoduje rozciąganie komórek mięśnia sercowego w ścianie komór, przez co używają większej siły w czasie skurczu. Pojemność minutowa wzrośnie.
(Komentarz: jest to prawdą dla zdrowej tkanki mięśnia sercowego. W przypadku niewydolności serca rozkurczone serce pompuje słabiej, a cały proces lepiej opisuje równanie Younga-Laplace'a.)
- Przeciwnie, efuzja osierdzia (ang. pericardial effusion) spowoduje przesunięcie po krzywej w lewo, zmniejszając objętość wyrzutową.

### Przesunięcie krzywej
- Zwiększone obciążenie następcze, jak po podaniu środka wywołującego dodatni efekt inotropowy, spowoduje zwiększoną objętość wyrzutową.

- Zmniejszone obciążenie następcze, jak w przypadku choroby niedokrwiennej serca, spowoduje przesunięcie krzywej w dół, zmniejszając tym samym objętość wyrzutową.

## Historia
Prawo to zostało nazwane na cześć dwóch fizjologów, Otto Franka oraz Ernesta Starlinga, którzy jako pierwsi opisali to zjawisko.
Na długo przed rozwojem teorii ślizgających się filamentów i zrozumieniu, że aktywne napięcie zależy od długości sarkomeru, już w 1914 Ernest Starling wysunął hipotezę, że „energia mechaniczna uwalniana w czasie przejścia ze stanu spoczynku do stanu aktywności jest funkcją długości włókna”.